# Gneiststraße
Die Gneiststraße im Berliner Ortsteil Prenzlauer Berg des Bezirks Pankow trägt den Namen des Juristen und Politikers Rudolf von Gneist (1816–1895). Es handelt sich um eine relativ kurze Straße, die im Zusammenhang mit dem Hobrecht-Plan in den 1860er Jahren projektiert wurde.

## Geschichte
Im ersten Bebauungsplan für Berlin erhielt sie die Bezeichnung Straße 13a, Abt. XII. Die neue Namensgebung erfolgte am 15. Juli 1896.
Einfache und preisgünstige Wohnanlagen in der Gneiststraße und weitere in der näheren Umgebung (Greifenhagener Straße, Buchholzer Straße, Schönhauser Allee und Pappelallee) sollten bereits nach dem Grunderwerb durch die 1847 gegründete Berliner Gemeinnützige Baugesellschaft (BGB) entstehen. Sie beabsichtigte mit dem Bau und der Vermarktung von zunächst sechs Ein- und Zweifamilienhäusern im englischen Cottage-Stil, „eigenthumslose Arbeiter zu arbeitenden Eigenthümern“ zu machen. 1856 wurde die weitere Bebauung gestoppt, weil die BGB Insolvenz anmelden musste. Erst Jahrzehnte später, zwischen 1870 und 1913 wurden die Pläne den neuen Erfordernissen angepasst und es entstanden auf diesem Terrain fünfgeschossige Wohngebäude ohne Hinterhofbebauung mit großzügigen und begrünten Innenhöfen.
Die Gneiststraße wird wegen ihrer durchgehend erhaltenen Altbausubstanz gerne als Originalschauplatz für Filmaufnahmen gewählt, so unter anderem für Heimat 3 – Chronik einer Zeitenwende von Edgar Reitz. Im Januar 2000 wurden die anliegenden Häuser von ihren Bewohnern gekauft und gehören seitdem zu der Genossenschaft Bremer Höhe. Im Juni 2005 wurde von einer Anwohnerinitiative, der AG Verkehrsberuhigung, die Straßenkreuzung Gneiststraße / Ecke Greifenhagener Straße symbolisch in Gneistplatz umbenannt.
In den Jahren 2010/2011 konnte aus Mitteln des Fonds Stadtumbau Ost der Verkehrsknoten Gneist- /Ecke Greifenhagener Straße umgestaltet werden. Das war nötig, weil die Anwohner vom Parksuchverkehr der Besucher der nahegelegenen Magistrale Schönhauser Allee stark betroffen waren. Die Neugestaltung erfolgte unter Einbeziehung der Anwohner. Der Einmündungsbereich wurde mittels Vorstreckungen fußgängerfreundlicher und sicherer gemacht. Des Weiteren stellte man vor der Gneiststraße 18/19 und vor der Kita in der Greifenhagener Straße Fahrradbügel auf.

## Lage und Beschreibung
Die Gneiststraße verläuft zwischen der Schönhauser Allee und der Pappelallee. Die Straße ist von Apfeldorn-Bäumen und Vogel-Kirschen gesäumt, letztere blühen zwischen April und Mai weiß. Im Herbst 2012 wurden mehrere Traubenkirschbäume wegen Wurzelstockfäule in der Gneiststraße gefällt und durch die nur halb so hoch wachsenden Apfeldorne ersetzt. Langfristig sollen alle Traubenkirschen gefällt werden, da sie vermeintlich nicht als Straßenbäume geeignet seien.
Weitere Straßen dieses Namens gibt es im Berliner Ortsteil Grunewald und in Hannover.

## Ausgewählte Bauwerke
Von den gut erhaltenen Baudenkmalen und denkmalgeschützten fünfgeschossigen Bürgerhäusern aus dem Ende des 19. und dem Beginn des 20. Jahrhunderts sind folgende besonders erwähnenswert:
- Männer-Siechenhaus, 1856–1857; später Innere Mission und Hilfswerk der Evangelischen Kirche[6]
- Wohnanlage der Berliner Gemeinnützigen Baugesellschaft (Gneiststraße 1–20) und weitere zur gleichen Zeit im gleichen Stil entstandene Komplexe (Greifenhagener Straße 1–4, 65–68 / Pappelallee 68–73 / Schönhauser Allee 58/59 / Buchholzer Straße 10–22)[7]